# Wall of sound
Wall of sound (en español, muro de sonido; también llamado Spector sound) es una fórmula de producción para las grabaciones de pop y rock desarrollada por el productor musical estadounidense Phil Spector a principios de la década de 1960 en los estudios Gold Star en Los Ángeles, California. Trabajando con ingenieros de sonido como Larry Levine, Stan Ross y el grupo de músicos de sesión The Wrecking Crew, Spector creó un sonido denso, reverberado y con muchas capas que sonaba muy bien a través de las radios AM y en las jukeboxes, tan populares en ese momento. Creó este sonido haciendo tocar a varios guitarristas, tanto con guitarras eléctricas como acústicas, todos a la vez y al unísono, añadiendo además arreglos instrumentales tocados por una gran cantidad de músicos, llegando a alcanzar proporciones similares a las de una orquesta. Para la grabación del sonido usaba una sala de eco.

## Descripción
La complejidad de su técnica no tenía precedentes en el mundo de la producción del sonido para los discos populares. El escritor de canciones Jeff Barry, que trabajó mucho con Spector, describió el muro de sonido como una fórmula de arreglos con 4 o 5 guitarras, 2 bajos en perfecta armonía, 6 o 7 metales y con pequeños golpes de instrumentos de percusión como panderetas y maracas.
Brian Wilson, el líder, escritor y productor de Beach Boys, usó la fórmula extensamente y dijo en 1976:

‘in the '40s and '50s, arrangements were considered: 'OK here, listen to that French horn'—or—'listen to this string section now.' It was all a definite sound. There weren't combinations of sound, and with the advent of Phil Spector, we find sound combinations, which—scientifically speaking—is a brilliant aspect of sound production.’
‘En los cuarenta y cincuenta al hacer arreglos se decía: Escucha esta trompa, o ahora escucha a la sección de cuerda. Todo era un sonido definido. No había combinaciones de sonido, y con el advenimiento de Phil Spector, hallamos combinaciones de sonidos, lo que es un aspecto brillante de la producción de sonido.’

Para lograr su sonido característico, Phil Spector reunió a varios músicos para que tocasen partes, y a menudo duplicando y triplicando los muchos instrumentos tocados al unísono, lo que creaba un sonido más lleno. Spector también arreglaba las canciones para grandes grupos de músicos que tocaban instrumentos tradicionalmente asociados con las orquestas (como cuerdas, vientos, y metales). Spector se refirió a su técnica como "un enfoque de Wagner para el rock & roll: pequeñas sinfonías para los niños".
El biógrafo David Hinckley sugirió que el muro de sonido era más complejo y sutil:

‘Its components included an R&B-derived rhythm section, generous echo and prominent choruses blending percussion, strings, saxophones and human voices. But equally important were its open spaces, some achieved by physical breaks (the pauses between the thunder in "Be My Baby" or "Baby, I Love You") and some by simply letting the music breathe in the studio.’
‘Sus componentes incluían una sección derivada del Rhythm & Blues, un eco generoso, coros prominentes mezclándose con la percusión, cuerdas, saxofones y voces. Pero igual de importante eran sus espacios abiertos, algunos conseguidos por paradas físicas como las pausas entre el trueno de Be My Baby o Baby, I Love You, y otras simplemente dejando que la música respirara en el estudio.’

## Orígenes
Hacia 1955 Spector trabajó con Brill Building y los compositores de canciones Jerry Leiber y Mike Stoller un período en el que buscaban un sonido más lleno usando un exceso de instrumentación llegando hasta cinco guitarras eléctricas y cuatro percusionistas.
Eso evolucionó hacia el muro de sonido de Phil Spector, que Leiber y Stoller consideran muy diferente a lo que estaban haciendo:

"Phil was the first one to use multiple drum kits, three pianos and so on. We went for much more clarity in terms of instrumental colors, and he deliberately blended everything into a kind of mulch. He definitely had a different point of view".
‘Phil fue el primero en usar baterías múltiples, 3 pianos y así sucesivamente. Nosotros fuimos hacia una mayor claridad en términos de colores instrumentales, y él deliberadamente mezcló todo en una especie de mantillo. Claramente tenía un punto de vista diferente.’

El primer intento de Phil Spector con la nueva técnica fue en 1957 con su canción Don't You Worry My Little Pet, tocada por su grupo The Teddy Bears. Una cinta demo se reprodujo por los altavoces del estudio para grabar otra toma sobre ella.
El producto final fue una cacofonía con las armonías vocales en capas que apenas se podían oír con claridad.
Se pasó los años siguientes desarrollando ese proceso de grabación tan heterodoxo.
En la década de 1960 Spector trabajó mucho en los Gold Star Studios de Los Ángeles porque tenían unas salas de eco excepcionales.
Trabajó habitualmente con el ingeniero de sonido Larry Levine y con el grupo de músicos de sesión que más tarde se conocerían como The Wrecking Crew.
La suma de sus esfuerzos daría lugar a lo que Andrew Loog Oldham llamó oficialmente Phil Spector's Wall of Sound en los anuncios de 1964 del sencillo You've Lost That Lovin' Feeling de los the Righteous Brothers.

## Proceso
Larry Levine recordó:

‘I found out later that there were other engineers along the way who tried to duplicate the Wall of Sound by turning up all the faders to get full saturation, but all that achieved was distortion.’
‘Más tarde supe que otros ingenieros de sonido trataron de duplicar el muro de sonido subiendo los faders hasta la saturación total, pero sólo consiguieron distorsión.’

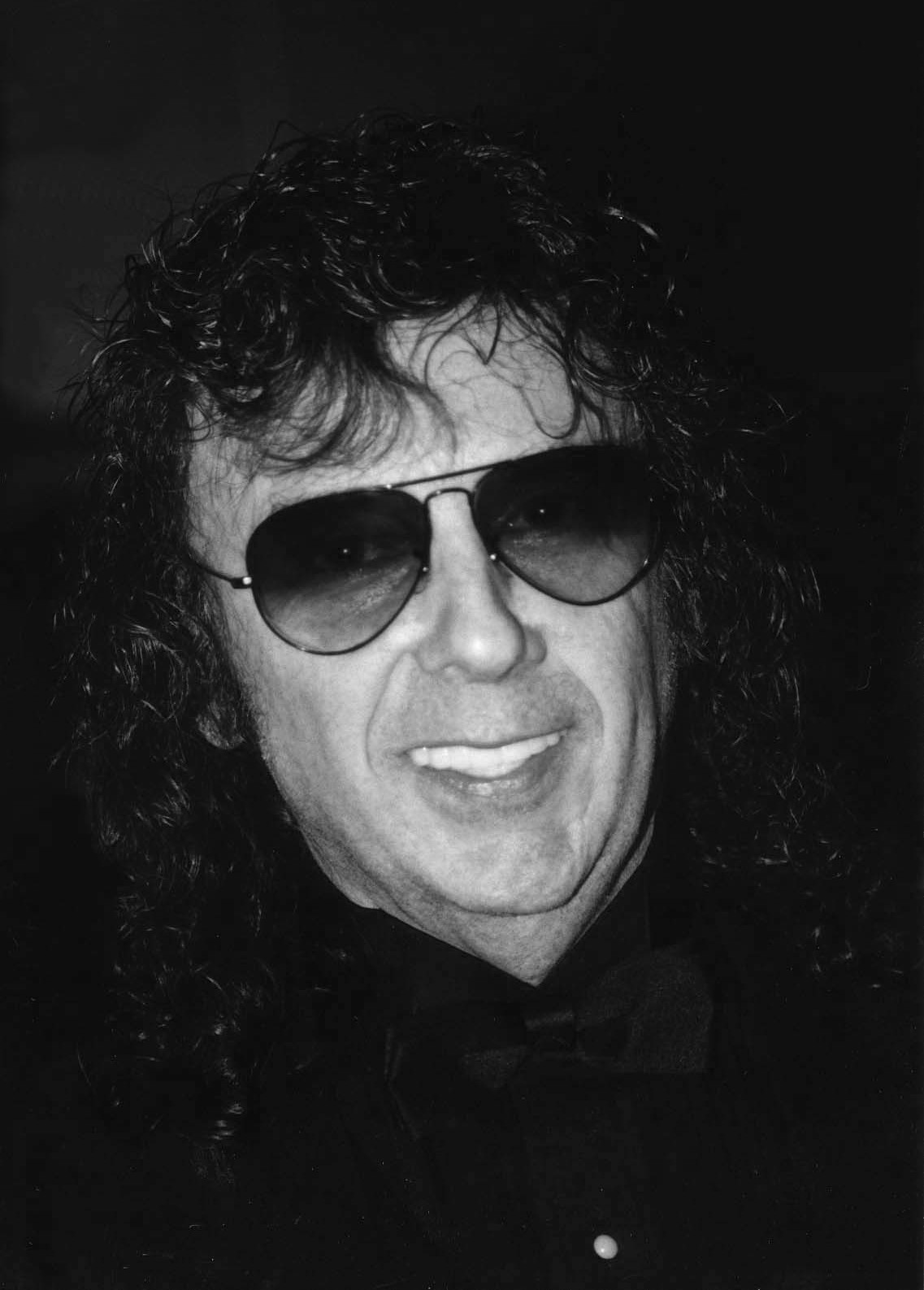
Phil Spector.

Para que Phil Spector obtuviera el muro de sonido los arreglos necesitaban una gran banda que incluyera instrumentos que no eran habituales en las bandas, como guitarras eléctricas y acústicas, y doblar y triplicar muchas partes para crear un sonido más rico y denso.
También incluyó un conjunto de instrumentos orquestales que por entonces no se asociaban con la música pop para jóvenes. Spector afirmó que era:

‘a Wagnerian approach to rock & roll: little symphonies for the kids’
‘una aproximación wagneriana al rock and roll: pequeñas sinfonías para niños.’

Los instrumentos múltiples tocando al unísono daban como resultado una mezcla de sonoridad que con frecuencia se enfatizaba usando efectos de posproducción como la reverberación, el retraso del audio y la compresión dinámica. Daniel Lanois recordó la situación durante la grabación de Goodbye del álbum Wrecking Ball de Emmylou Harris:

‘We put a huge amount of compression on the piano and the mandoguitar, and it turned into this fantastic, chimey harmonic instrument. We almost got the old Spector '60s sound, not by layering, but by really compressing what was already there between the melodic events happening between these two instruments.’
‘Pusimos muchísima compresión dinámica en el piano y la guitarra, y se convirtieron en un instrumento armónico fantástico. Casi sacamos el viejo sonido de Spector de la década de 1960, no con capas superpuestas, sino comprimiendo dinámicamente lo que había entre los sucesos melódicos entre los dos instrumentos.’

Sin embargo, la superposición en capas de partes instrumentales idénticas siguió siendo un componente fundamental de las producciones de Spector, tal como recordaba el músico de sesión Barney Kessel:

‘[T]here was a lot of peso on each part.…The three pianos were different, one electric, one not, one harpsichord, and they would all play the same thing and it would all be swimming around like it was all down a well. Musically, it was terribly simple, but the way he recorded and miked it, they’d diffuse it so that you couldn't pick any one instrument out. Techniques like distortion and echo were not new, but Phil came along and took these to make sounds that had not been used in the past. I thought it was ingenious.’
‘Había mucha superposición en cada parte. Los tres pianos eran diferentes: eléctrico, tradicional y clave. Y tocaban lo mismo y nadaban alrededor como si estuvieran en un pozo. Musicalmente era terriblemente simple, pero la forma en lo que grababa y mezclaba lo difuminaba y ya no se podía distinguir un instrumento del otro. Las técnicas de distorsión y eco no eran nuevas pero Phil vino y las utilizó para crear sonidos que no habían sido usados en el pasado. Pensé que era ingenioso.’

Spector dijo en 1964:

‘I was looking for a sound, a sound so strong that if the material was not the greatest, the sound would carry the record. It was a case of augmenting, augmenting. It all fitted together like a jigsaw.’
‘Estaba buscando un sonido, un sonido tan fuerte que, aunque el material musical no fuera el más grande, el sonido arrastraría el disco. El caso era aumentar, aumentar. Todo encajaba como un rompecabezas.’

Las primeras grabaciones del muro de sonido se realizaron con una grabadora de tres pistas Ampex 350.
Levine explicó que durante la mezcla:

‘I [would] record the same thing on two of the [Ampex machine's] three tracks just to reinforce the sound, and then I would erase one of those and replace it with the voice. The console had a very limited equalizer for each input ... That was basically it in terms of effects, aside from the two echo chambers that were also there, of course, directly behind the control room.’
‘Grababa la misma cosa en dos pistas de la grabadora Ampex de tres pistas para reforzar el sonido, y entonces borraba una de las pistas y la reemplazaba con la voz. La consola tenía un ecualizador muy limitado para cada entrada de sonido... Básicamente eso era todo en cuanto a los efectos, aparte de las dos salas de eco que había justo detrás de la sala de control.’

### Reverberación
Los micrófonos del estudio de grabación captaban la ejecución de los músicos y se transmitía a una sala de eco en el sótano donde se reproducía en unos altavoces. El sonido reverberaba y se captaba por otros micrófonos. La señal se canalizaba hacia la sala de control donde se grababa en cinta. La reverberación natural y el eco de las paredes de la sala de eco proporcionaron a las producciones de Spector una huella única, con un sonido rico y complejo, que cuando se reproducía en la radio de onda media AM tenía una textura que rara vez se escuchaba en las grabaciones musicales. Jeff Barry apuntó:

‘Phil used his own formula for echo, and some overtone arrangements with the strings.’
‘Phil usó su propia fórmula de eco y algunos arreglos de matiz con las cuerdas.’

### Intromisión en micrófonos
Durante la mezcla de la versión de Zip-A-Dee-Doo-Dah de Bob B. Soxx & the Blue Jeans, Spector eliminó la pista de la guitarra eléctrica tocada por Billy Strange. Sin embargo, el sonido de la guitarra todavía se podía oír porque se colaba por los otros micrófonos de la sala, creando un ambiente fantasmal que oscurecía el instrumento. En referencia a este matiz el profesor de música Albin Zak escribió:

It was at this moment that the complex of relationships among all the layers and aspects of the sonic texture came together to bring the desired imagen into focus. As long as Strange’s unmiked guitar plugs away as one of the layered timbral characters that make up the track’s rhythmic groove, it is simply one strand among many in a texture whose timbres sound more like impressionistic allusions to instruments than representations. But the guitar has a latency about it, a potential. Because it has no microphone of its own, it effectively inhabits a different ambient space from the rest of the track. As it chugs along in its accompanying role, it forms a connection with a parallel sound world of which we are, for the moment, unaware. Indeed, we would never know of the secondary ambient layer were it not for the fact that this guitar is the one that takes the solo. As it steps out of the groove texture and asserts its individuality, a doorway opens to an entirely other place in the track. It becomes quite clear that this guitar inhabits a world all its own, which has been before us from the beginning yet has somehow gone unnoticed.
Fue en ese momento en el que las complejas relaciones entre todas las capas y aspectos de la textura sonora se juntaron para enfocar la imagen deseada. Mientras la guitarra sin micrófono de Strange se convierte en uno de los caracteres tímbricos en capas que dan el ritmo, es una hebra de muchas en una textura cuyos timbres suenan más como alusiones impresionistas a los instrumentos que como representaciones. Pero la guitarra tiene una latencia, un potencial. Pero como no tiene un micrófono propio, la guitarra habita en un ambiente diferente que el resto de la pista. Y mientras resopla en su papel de acompañamiento forma una conexión con el mundo de sonido paralelo del que de momento no somos conscientes. Verdaderamente nunca sabríamos de la capa secundaria de ambiente si no fuera por el hecho de que esta guitarra es la única que ejecuta el solo. A medida que sale de la textura dominante y afirma su individualidad, una puerta se abre a un lugar nuevo de la pista. Se hace evidente que esta guitarra habita en un mundo propio, que ha estado ante nosotros desde el principio, pero de alguna forma desapercibida.

De ahí en adelante Zip-A-Dee-Doo-Dah fue la base de las prácticas de mezcla de Spector y Levine y casi nunca se desviaron de la fórmula que habían creado.
A Levine no le gustaba la afición de Spector por la intrusión en los micrófonos:

‘You see, I never wanted all the bleed between instruments — I had it, but I never wanted it — and since I had to live with it, that meant manipulating other things to lessen the effect; bringing the guitars up just a hair and the drums down just a hair so that it didn't sound like it was bleeding.’
‘Mira, yo no quería toda esa intrusión de instrumentos. La tenía, pero nunca la quise. Pero como la tenía tuve que vivir con ella. Eso implicaba manipular otras cosas para reducir el efecto, subiendo un poco las guitarras y bajando un poco la percusión para que no sonara como una intromisión.’

Para minimizar los problemas que causaba la intromisión de sonido de percusión, usaba un número mínimo de micrófonos en las baterías: un Neumann U67s arriba y un RCA 77s abajo.

### Mono
Albin Zak afirmó:

‘Aside from the issues of retail and radio exposure, mono recordings represented an aesthetic frame for musicians and producers, who had grown up with them.’
‘Aparte de las ventas y de la exposición radiofónica, las grabaciones mono representaban el marco estético para los músicos y productores, que habían crecido con ellas.’

A pesar de la tendencia hacia la grabación multipista, Spector se opuso con vehemencia a los lanzamientos en estéreo, afirmando que quitaban el control del sonido de las manos del productor para pasarlo al oyente, resultando en una vulneración del muro de sonido que había sido creado como una combinación de texturas sonoras cuidadosamente equilibradas.

## Ejemplos

### Phil Spector
El muro de sonido forma los cimientos de las grabaciones de Phil Spector. Algunas de sus grabaciones usan la técnica con profusión:
- Sleigh Ride de The Ronettes.[3]
- Da Doo Ron Ron de The Crystals.[3][16]
- Be My Baby de The Ronettes.[16]
- The Long and Winding Road de The Beatles.[16]
- A Christmas Gift for You de Phil Spector.[16]
- That Lovin' Feeling de The Righteous Brothers.[16]
- River Deep – Mountain High de Ike and Tina Turner. Spector afirmó que esta canción era la cima de su muro de sonido.[17][18] George Harrison dijo de la canción que:

‘a perfect record from start to finish. You couldn't improve on it.’
‘era perfecta de principio a fin. No se podía mejorar.’

### Brian Wilson
El muro de sonido es reconocible en muchas canciones de The Beach Boys:
- God Only Knows
- Wouldn't It Be Nice
- Good Vibrations
- Pet Sounds. Wilson considera Pet Sounds un álbum conceptual centrado en sus interpretaciones de los métodos de grabación de Phil Spector.[6]
- Smile[20]

El autor Domenic Priore observó:

‘The Ronettes had sung a dynamic version of The Students' 1961 hit 'I'm So Young', and Wilson went right for it, but took the Wall of Sound in a different direction. Where Phil would go for total effect by bringing the music to the edge of cacophony – and therefore rocking to the tenth power – Brian seemed to prefer audio clarity. His production method was to spread out the sound and arrangement, giving the music a more lush, comfortable feel.’
‘Las Ronettes cantaron una versión dinámica de I'm So Young del grupo The Students y Wilson fue directo a por ello. Pero tomó el muro de sonido en una dirección diferente. Donde Phil iría por un efecto total llevando la música al borde de la cacofonía y por tanto elevando el rock a la décima potencia, Brian parecía preferir la claridad del sonido. Su método de producción era extender el sonido y los arreglos, dando a la música más exuberancia y una sensación confortable.’

Según Larry Levine:

‘Brian was one of the few people in the music business Phil respected. There was a mutual respect. Brian might say that he learned how to produce from watching Phil, but the truth is, he was already producing records before he observed Phil. He just wasn't getting credit for it, something that in the early days, I remember really used to make Phil angry. Phil would tell anybody who listened that Brian was one of the great producers.’
‘Brian era una de las pocas personas del negocio de la música a la que Phil respetaba. Había un respeto mutuo. Brian podía decir que había aprendido a producir observando a Phil, pero la verdad es que ya estaba produciendo discos antes de mirar a Phil. Brian no estaba siendo reconocido por ello, algo que en aquellos tiempos enfurecía a Phil. Phil decía a cualquiera que lo escuchara que Brian era uno de los grandes productores.’